# Соляно Кавур
Соля̀но Каву̀р (на италиански: Sogliano Cavour, на грико, Sughiàna, Сугиана, на местен диалект Sughianu, Сугиану) е малко градче и община в Южна Италия, провинция Лече, регион Пулия. Разположено е на 75 m надморска височина. Населението на общината е 4105 души (към 2011 г.).
 В това градче е живеело гръцко общество, което е говорило на особен гръцки диалект, наречен грико.